# راشيل هاريس
راشيل هاريس (بالإنجليزية: Rachael Harris)‏ (و. 1968 – م) هي ممثلة، وممثلة تلفزيونية من الولايات المتحدة الأمريكية. ولدت في وورثينغتون، أوهايو.

## الحياة الشخصية

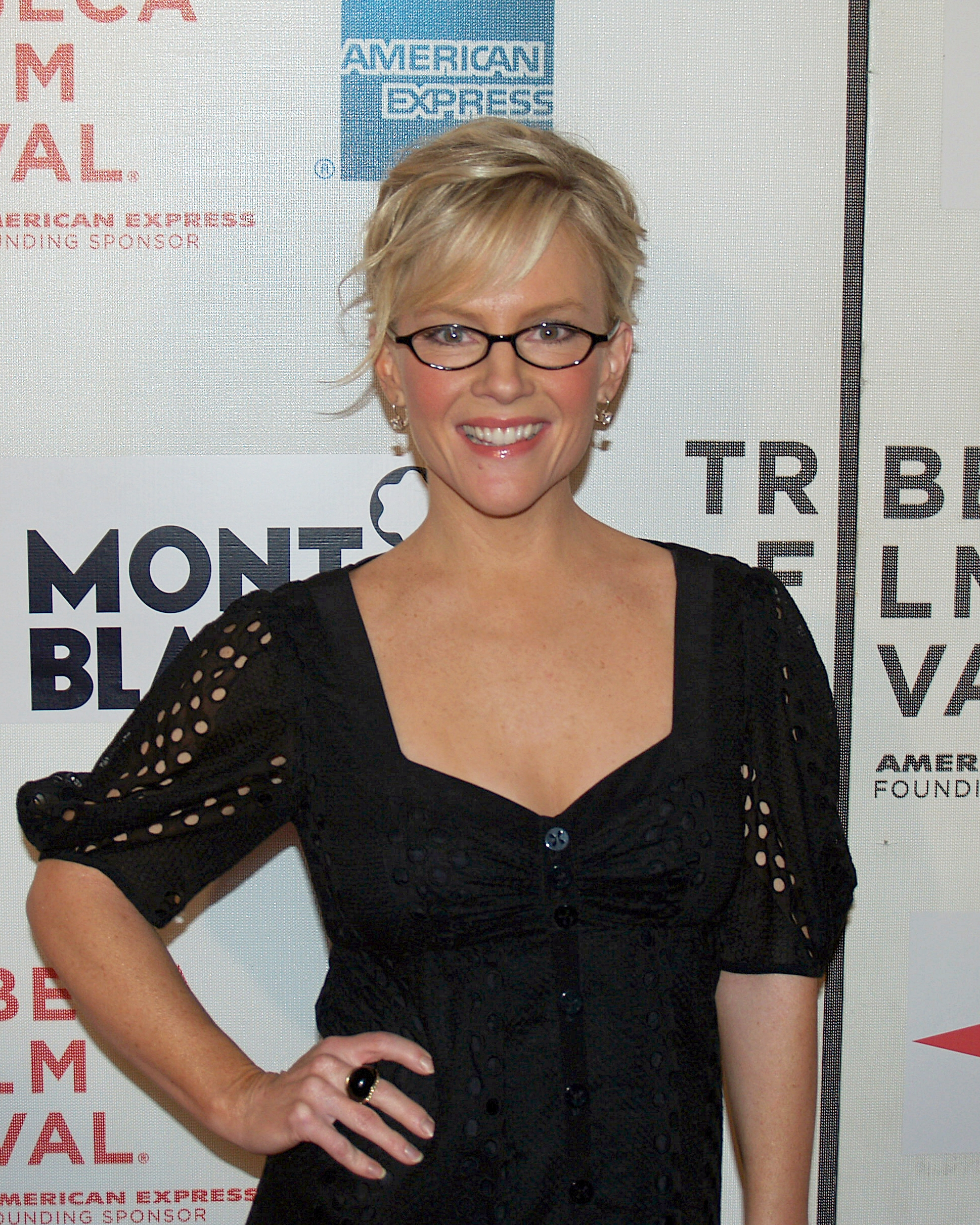
راشيل هاريس في عام 2007 مهرجان تريبيكا السينمائي.

ولدت هاريس في ورثينجتون، أوهايو. تخرجت من مدرسة ورثينجتون الثانوية عام 1986 وكلية أوتربين عام 1989 وحصلت على بكالوريوس فنون جميلة في المسرح. هربت هاريس وعازف الكمان كريستيان هيبل في 30 أبريل 2015 وتزوجا في مدينة نيويورك. ولد ابنهما الأول هنري في 19 يوليو 2016. في 25 أغسطس 2018، أنجبت هاريس ابنها الثاني أوتو. بعدها تقدمت هاريس بطلب الطلاق من هيبل في عام 2019. 

## أعمال

### أفلام
| عام  | افلام                          | دور                  | ملاحظات                                       |
| ---- | ------------------------------ | -------------------- | --------------------------------------------- |
| 1992 | ترولس تري هاوس                 | بيغ ماما ترول        | أول دور تمثيلي                                |
| 1996 | اختفاء كيفن جونسون             | فورنايو نادلة # 2    |                                               |
| 2000 | الأفضل في العرض                | ضيف حفلة وينكي       |                                               |
| 2002 | موعد العرض                     | مدرس                 |                                               |
| 2003 | ريح عظيمة                      | مساعد                |                                               |
| 2003 | رعاية الأب النهارية            | زميلة إيلين          |                                               |
| 2003 | القصر مسكون                    | السيدة كولمان        |                                               |
| 2004 | ستارسكي وهاتش                  | السيدة. صديق فيلدمان |                                               |
| 2004 | بعد الغروب                     | يونيو                |                                               |
| 2005 | الركل والصراخ                  | آن هوجان             |                                               |
| 2006 | من اجل احترامك                 | ديبي جيلكريست        |                                               |
| 2007 | مسائل الحياة والتعارف          | كارلا                |                                               |
| 2007 | ترخيص الأربعاء                 | جانين                |                                               |
| 2007 | ايفان سبحانه وتعالى            | ارك مراسل            |                                               |
| 2009 | مخلفات                         | ميليسا               |                                               |
| 2009 | عازف منفرد                     | ليزلي بلوم           |                                               |
| 2010 | يوميات طفل جبان                | سوزان هيفلي          |                                               |
| 2011 | يوميات طفل ويمبي: قواعد رودريك | سوزان هيفلي          |                                               |
| 2011 | الانتقاء الطبيعي               | ليندا                | تم ترشيحها - جائزة الروح المستقلة لأفضل قائدة |
| 2012 | يوميات طفل جبان: الكلب أيام    | سوزان هيفلي          |                                               |
| 2012 | يوميات طفل جبان: فئة مهرج      | سوزان هيفلي          | صوت                                           |
| 2012 | حطام رالف                      | ديانا                | صوت                                           |
| 2013 | كلمات سيئة                     | والدة اريك تاي       |                                               |
| 2014 | عاشق ولهان                     | روبرتا               |                                               |
| 2014 | ليلة في المتحف: سر القبر       | مادلين فيلبس         |                                               |
| 2015 | قاتلة بالكاد                   | السيدة. لارسون       |                                               |
| 2015 | النزوات الطبيعة                | السيدة. موسلي        |                                               |
| 2016 | الطبيعة الأخ                   | العمة بام            |                                               |

## وصلات خارجية
- راشيل هاريس على موقع IMDb (الإنجليزية)
- راشيل هاريس على موقع ألو سيني (الفرنسية)
- راشيل هاريس على موقع ميوزك برينز (الإنجليزية)
- راشيل هاريس على موقع ميوزك برينز (الإنجليزية)
- راشيل هاريس على موقع أول موفي (الإنجليزية)
- راشيل هاريس على موقع قاعدة بيانات الأفلام السويدية (السويدية)
- راشيل هاريس على موقع إن إن دي بي (الإنجليزية)
- راشيل هاريس على موقع قاعدة بيانات الفيلم (الإنجليزية)
- راشيل هاريس على موقع كينوبويسك (الروسية)